# Suharău
Suharău è un comune della Romania di 5 239 abitanti, ubicato nel distretto di Botoșani, nella regione storica della Moldavia.
Il comune è formato dall'unione di 6 villaggi: Izvoare, Lișna, Oroftiana, Plevna, Smârdan, Suharău.